# Atletica leggera alla Gymnasiade 2013
Le competizioni di atletica leggera alla Gymnasiade 2013 si sono tenuti tra il 29 novembre e il 3 dicembre. Tutti gli eventi si sono svolti nello stadio Stadio nazionale Mané Garrincha.

## Medagliere
| Posizione | Paese         |    |    |    | Totale |
| --------- | ------------- | -- | -- | -- | ------ |
| 1         | Russia        | 14 | 7  | 5  | 26     |
| 2         | Italia        | 6  | 6  | 10 | 22     |
| 3         | Brasile       | 5  | 5  | 4  | 14     |
| 4         | Cina          | 2  | 5  | 0  | 7      |
| 5         | Taipei cinese | 2  | 2  | 5  | 9      |
| 6         | Cipro         | 2  | 2  | 1  | 5      |
| 7         | Turchia       | 1  | 3  | 1  | 5      |
| 8         | Grecia        | 1  | 1  | 1  | 3      |
| 9         | Francia       | 1  | 1  | 1  | 3      |
| 10        | Bielorussia   | 1  | 1  | 1  | 3      |
| 11        | Qatar         | 1  | 0  | 1  | 2      |
| 12        | India         | 0  | 2  | 3  | 5      |
| 13        | Lussemburgo   | 0  | 1  | 1  | 2      |
| 14        | Finlandia     | 0  | 0  | 2  | 2      |
|           |               | 36 | 36 | 36 | 108    |

## Podi

### Uomini
| Evento                           | Oro                                                                   | Perform.        | Argento                                                          | Perform.        | Bronzo                                                                           | Perform.        |
| Corse piane                      |                                                                       |                 |                                                                  |                 |                                                                                  |                 |
| 100 m                            | Vitor Hugo Silva dos Santos                                           | 10"64           | Jinsheng Liang                                                   | 10"71           | Chunhan Yang                                                                     | 10"96           |
| 200 m                            | Vitor Hugo Silva dos Santos                                           | 20"98           | Jinsheng Liang                                                   | 21"18           | Chunhan Yang                                                                     | 21"52           |
| 400 m                            | Wei-Hsu Wang                                                          | 46"98           | Batuhan Altintaş                                                 | 47"11           | Giuseppe Leonardi                                                                | 47"46           |
| 800 m                            | Konstantin Tolokonnikov                                               | 1'55"77         | Christos Kotitsas                                                | 1'56"22         | Jacopo Peron                                                                     | 1.56.37         |
| 1.500 m                          | Abubaker Haydar H. Abdalla                                            | 3'54"90         | Denis Bashkirtsev                                                | 3'54"92         | Lorenzo Pilati                                                                   | 3'56"77         |
| 3.000 m                          | Enis Korkmaz                                                          | 9'02"76         | Haitao Yu                                                        | 9'04"42         | Robin Ryynanen                                                                   | 9'08"58         |
| Corse ad ostacoli                |                                                                       |                 |                                                                  |                 |                                                                                  |                 |
| 110 hs (barriere 0,91 cm.)       | Rafael Pereira de Souza Mello                                         | 14"12           | Igor Vianna Jerônimo                                             | 14"19           | Thomas Delmeule                                                                  | 14"21           |
| 400 hs (barriere 0,84 cm.)       | Matteo Beria                                                          | 51"46           | Giuseppe Biondo                                                  | 52"25           | Eric Galvão Bonzanini                                                            | 53"36           |
| 2.000 siepi                      | Ahmed Abdelwahed                                                      | 6'04"38         | Bekir Samet Tan                                                  | 6'05"27         | Said Ettaqy                                                                      | 6'06"95         |
| Salti                            |                                                                       |                 |                                                                  |                 |                                                                                  |                 |
| Salto in alto                    | Filippo Lari                                                          | 2,09 m          | Pavel Seliverstau                                                | 2,06 m          | Michele Longhi                                                                   | 2,06 m          |
| Salto con l'asta                 | Vladimir Shcherbakov                                                  | 4,80 m          | Rihhao Jhang                                                     | 4,60 m          | Denis Akinshin                                                                   | 4,60 m          |
| Salto in lungo                   | Anatoliy Ryapolov                                                     | 7,61 m (v +2,2) | Maksim Iuniakin                                                  | 7,39 m (v +1,7) | Chunsheng Huang                                                                  | 7,27 m (v +2,2) |
| Salto triplo                     | Tobia Bocchi                                                          | 15,57 m         | Ulisses Mateus Silva Costa                                       | 15,31 m         | Simone Forte                                                                     | 15,21 m         |
| Lanci                            |                                                                       |                 |                                                                  |                 |                                                                                  |                 |
| Getto del peso (5 kg.)           | Sun Shuai                                                             | 20,18 m         | Antoine Duponchel                                                | 19,40 m         | Shakti Solanki                                                                   | 19,34 m         |
| Lancio del disco (1,5 kg.)       | Kyriakos Zotos                                                        | 57,20 m         | Cleverson Pereira Oliveira                                       | 56,01 m         | Davi Ferreira Jr.                                                                | 53,11 m         |
| Lancio del martello (5 kg.)      | Oleg Romanov                                                          | 71,11 m         | Petr Nekiporetc                                                  | 70,23 m         | Saleem Saleh Fadel                                                               | 64,85 m         |
| Lancio del giavellotto (700 gr.) | Sungming Lee                                                          | 72,22 m         | Ivan Filippov                                                    | 69,47 m         | Jenwei Tsai                                                                      | 68,67 m         |
| Staffetta                        |                                                                       |                 |                                                                  |                 |                                                                                  |                 |
| Staffetta svedese                | Italia Davide Rossi Diego Pettorossi Leonardo Vanzo Giuseppe Leonardi | 1'53"10         | Taipei cinese Chunsheng Huang Chunhan Yang Yuche Liu Weihsu Wang | 1'53"73         | Russia Pavel Vereshchagin Anatoly Ryapolov Anton Balykin Konstantin Tolokonnikov | 1'54"92         |

### Donne
| Evento                           | Oro                                                                               | Perform.         | Argento                                                                     | Perform.         | Bronzo                                                                          | Perform.         |
| Corse piane                      |                                                                                   |                  |                                                                             |                  |                                                                                 |                  |
| 100 m                            | Andreou Paraskevi                                                                 | 11"88            | Kristina Sivkova                                                            | 11"99            | Tiffany Tshilumba                                                               | 12"08            |
| 200 m                            | Marina Sizova                                                                     | 24"65            | Tiffany Tshilumba                                                           | 24"71            | Alessia Niotta                                                                  | 24"83            |
| 400 m                            | Anastasiya Kudryavtseva                                                           | 55"13            | Kalliopi Kountouri                                                          | 55"78            | Alice Mangione                                                                  | 56"03            |
| 800 m                            | Ekaterina Alekseeva                                                               | 2'09"66          | Elena Bello                                                                 | 2'11"54          | Babitha Chukkanmarthodi                                                         | 2'12"32          |
| 1.500 m                          | Elena Paushkina                                                                   | 4'38"31          | Natalia Dias Passos                                                         | 4'50"08          | Lekha Unni                                                                      | 4'58"23          |
| 3.000 m                          | Yaxin Guan                                                                        | 9'51"27          | Sanjivani Baburao Jadhav                                                    | 10'08"29         | Stavroula Chrysaeide                                                            | 10'44"44         |
| Corse ad ostacoli                |                                                                                   |                  |                                                                             |                  |                                                                                 |                  |
| 100 hs (barriere 0,76 cm.)       | Natalia Christofi                                                                 | 14"09            | Iuliia Sokolova                                                             | 14"37            | Sviatlana Hubenka                                                               | 14"61            |
| 400 hs (barriere 0,76 cm.)       | Tatiana Kiseleva                                                                  | 1'02"00          | Jose Anjali                                                                 | 1'02"18          | Yildirim Busra                                                                  | 1'02"39          |
| 2.000 siepi                      | Janaina Lima De Paulo                                                             | 7'18"49          | Mete Zeynep                                                                 | 7'20"04          | Sofia Muinonen                                                                  | 7'23"11          |
| Salti                            |                                                                                   |                  |                                                                             |                  |                                                                                 |                  |
| Salto in alto                    | Sofia Voronina                                                                    | 1,85 m           | Erika Furlani                                                               | 1,80 m           | Natalia Aksenova                                                                | 1,77 m           |
| Salto con l'asta                 | Mariia Zakharutkina                                                               | 3,90 m           | Francesca Semeraro                                                          | 3,60 m           | Juliana De Menis Campos                                                         | 3,60 m           |
| Salto in lungo                   | Lea Fleury                                                                        | 5,91 m (v +0,4)  | Filippa Fotopoulou                                                          | 5,84 m (v -0,8)  | Benedetta Cuneo                                                                 | 5,80 m (v +1,2)  |
| Salto triplo                     | Nubia Aparecida Soares                                                            | 13,40 m (v +1,4) | Benedetta Cuneo                                                             | 13,23 m (v -2,0) | Kristina Malaya                                                                 | 12,86 m (v -0,6) |
| Lanci                            |                                                                                   |                  |                                                                             |                  |                                                                                 |                  |
| Getto del peso (3 kg.)           | Alena Bugakova                                                                    | 18,11 m          | Linying Wei                                                                 | 17,63 m          | Elena Bezruchenko                                                               | 16,95 m          |
| Lancio del disco (1,0 kg.)       | Alena Bugakova                                                                    | 46,44 m          | Linying Wei                                                                 | 43,22 m          | Julia Lavínia Pereira Silva                                                     | 36,78 m          |
| Lancio del martello (3 kg.)      | Giulia Camporese                                                                  | 65,76 m          | Sofia Palkina                                                               | 61,93 m          | Yitzu Chu                                                                       | 61,16 m          |
| Lancio del giavellotto (500 gr.) | Hanna Tarasiuk                                                                    | 57,95 m          | Alexandra Maria Da Silva                                                    | 51,02 m          | Ilaria Casarotto                                                                | 50,19 m          |
| Staffetta                        |                                                                                   |                  |                                                                             |                  |                                                                                 |                  |
| Staffetta svedese                | Russia Marina Sizova Kristina Sivkova Anastasiya Kudryavtseva Alekseeva Ekaterina | 2'11"08          | Italia Beatrice Fiorese Alessia Niotta Alice Mangione Oluwatoyosi Folorunso | 2'11"53          | Cipro Paraskevi Andreou Natalia Christofi Dimitra Kyriakidou Kalliopi Koyndouri | 2'12"50          |